# Michel Le Quien
Michel Le Quien ou Michel Lequien (8 octobre 1661, Boulogne-sur-Mer - 12 mars 1733, Paris) est un dominicain, historien et théologien français.

## Biographie
Il étudie au Collège du Plessis, à Paris, puis rentre à l'âge de vingt ans dans le couvent dominicain au Faubourg Saint-Germain où il fait sa profession de foi en 1682. À part d'exceptionnelles et brèves sorties, il ne quitte jamais Paris. Au moment de sa mort, il est bibliothécaire du couvent de la Rue Saint-Honoré, une place qu'il occupe quasiment toute sa vie monastique, portant assistance à ceux recherchant informations sur la théologie et de l'antiquité ecclésiastique. Sous la direction du Père Jacques Marsollier, il maîtrise les langues classiques, l'arabe et l'hébreu, au détriment semble-t-il de sa langue maternelle[Selon qui ?].

## Publications
Ses grandes œuvres sont dans l'ordre chronologique :
- Défense du texte hébreu et de la version vulgate (Paris, 1690), réédité par Migne, Scripturae Sacrae Cursus, III (Paris 1861), 1525-84. Est une réponse à L'antiquité des temps rétablie par le cistercien Paul-Yves Pezron (1638–1706), qui s'appuie sur le texte de la Septante comme unique source de sa chronologie. Pezron répondra, et Le Quien fera de même.
- Johannis Damasceni opera omnia, texte en grec avec une traduction en latin (2 vols. fol., Paris, 1712) par Migne Patrologia Graeca, XCIV-VI. Dans cette édition fondamentale, il ajoute d'excellentes dissertations ; un troisième volume, qui devait contenir d'autres travaux du grand Damascène ne sera jamais achevé.
- Panoplia contra schisma Graecorum, sous le pseudonyme de Stephanus de Altimura Ponticencis (Paris, 1718), une réfutation de Peri arches tou Papa de Nectaire Ier de Jérusalem, Le Quien maintient à partir de preuves historiques provenant principalement de l'Orient, la primauté du pape.
- La nullité des ordinations anglicanes (2 vols., Paris, 1725), et La nullité des ordinationes anglicanes démontrée de nouveau (2 vols., Paris, 1730), contre l'apologie des ordres anglicans de Pierre Le Courayer.
- Plusieurs articles d'archéologie et d'histoire ecclésiastique, publiés par Desmolets (Paris, 1726-31).
- Oriens christianus in quatuor patriarchatus digestus, in quo exhibentur Ecclesiae patriarchae caeterique praesules totius Orientis, publié posthumément (3 vols., Paris, 1740). Le Quien envisage de publier ce livre dès 1722, et signe dans cette intention un contrat avec l'imprimerie Simart[1]. Dans ce livre, il se sert des notes du bénédictin Sainte-Marthe, qui projetait décrire l’Orbis Christianus, et lui avait aimablement donné ses notes sur l'Orient et l'Afrique. L’Oriens Christianus, imaginé par Le Quien, contient non seulement la hiérarchie des quatre patriarcats grecs et latins de Constantinople, Alexandrie, Antioche et Jérusalem et des patriarcats de l'Église syriaque orthodoxe, melkite, nestorienne, maronite et arménienne, mais aussi les textes grecs et latins de plusieurs Notitiae episcopatuum, catalogue des monastères orientaux et africains et la hiérarchie de l'Église africaine. Les trois dernières parties de ce projet titanesque sont achevées par les héritiers littéraires de Le Quien. Ses notes sur l'Afrique chrétienne de l'époque et des monastères ne furent jamais utilisées dans leur entièreté :
  - Ecclesia orientalis. Patriarchatus Constatinopolitanus, 1740, Paris, Imprimerie royale, t. 1, p. VIII-1450 col.-L,
  - Diœcesis Illyrici. Patriarchatus Alexandrinus. Patriarchatus Antiochenus. Diœcesis chaldæorum. Diœcesis Jacobitica, 1740, Paris, Imprimerie royale, t.2, p. VII-1606 col.-L ,
  - Patriarchatuum sediumque metropolitanarum, 1740, Paris, Imprimerie royale, t.3, p. 1416 col.-XXVIII
- "Abrégé de l'histoire de Boulogne-sur-Mer et ses comtes" par Desmolets, "Mémoires de littérature", X (Paris, 1749), 36-112.

Ses ouvrages sont toujours une référence, bien qu'il dénomme systématiquement « catholiques » les chrétiens majoritaires du premier millénaire, par amalgame et anachronisme, puisque la distinction catholiques/orthodoxes ne se justifie qu'à partir du schisme de 1054. Auparavant, on peut seulement parler d'« église trinitaire » ou de « pentarchie ».